# Glochidion cavaleriei
Glochidion cavaleriei är en emblikaväxtart som beskrevs av Augustin Abel Hector Léveillé. Glochidion cavaleriei ingår i släktet Glochidion och familjen emblikaväxter. Inga underarter finns listade i Catalogue of Life.